# ボビー・ヴィントン
ボビー・ヴィントン（Bobby Vinton、1935年4月16日 - ）は、アメリカ合衆国の歌手。本名スタンリー・ロバート・ヴィントン・ジュニア（Stanley Robert Vinton, Jr.）。ポーランド系アメリカ人。

## 経歴
ペリー・コモと同じペンシルベニア州キャノンズバーグ出身。父親がバンドリーダーであったことから幼いころからいろんな楽器演奏に関心を持ちハイスクールでバンドを結成。地元では人気をつかんだ。デュケイン大学でも音楽を学び作曲学を専攻し卒業後、一時、兵役に就いたが、1960年暮れにエピック・レコードとバンド・リーダーとして契約。1961年にボビー・ヴィントン・アンド・ヒズ・オーケストラとして2枚のアルバムをリリースしたもののセールスは伸びなかった。1962年初めに解雇の通知を受けるがスタッフを説得し歌手として2月に「涙の紅バラ」"Roses are red"を録音し、自らプロモートし同年6月には全米第1位を4週間記録、エピック・レコードに最初のミリオンセラーをもたらし、同時にダイアモンド・レコードからリリースされた自作曲"I love you the way you are"も全米38位を記録しティーン・アイドルとして活躍をはじめた。翌1963年にはバート・バカラック作曲の「ブルー・オン・ブルー」が全米3位を記録。9月には同名のアルバムからシングル・カットされた「ブルー・ヴェルヴェット」が3週間全米第1位を記録さらに次のシングル「ブルー・ファイア」"ThereǃI've said it again"も1964年1月に4週間全米第1位を維持し、「ブルー・ハート」全米9位、「テル・ミー・ホワイ」（全米13位）などヒットを連発し12月には「涙の紅バラ」と同時に録音されていた「ミスター・ロンリー」が全米第1位を記録しキャッシュ・ボックス誌から最優秀男性歌手（1964）としてビルボード誌からはDJの人気投票で"Most played artist"に選出され、日本でも当時「ミスター・ブルー」の愛称でかなりの人気をえた。
「ミスター・ロンリー」は、日本のラジオ番組『JET STREAM』のテーマ曲に採用され、またレターメン盤が日本独自に1970年にシングルとしてリリースされヒットした。
ボビーは1965年以降も着実にヒットを連ね1981年までに50曲以上のヒットをだし自作の「カミング・ホーム・ソルジャー」全米11位（1966）、「いつまでも愛して」"Please love me forever"全米6位（1967）「こんなに愛しているのに」"I love how you love me"全米9位（1968）「涙のくちづけ」全米19位（1972）などのヒットをエピックに残し1974年にはABCレコードと契約、東ドイツの作品に自ら英詩を書いた移籍第1弾の「愛のメロディー」が全米3位及びイージー・リスニング・チャートで第1位を記録、歌詞の一部にポーランド語を用いたことから「ポーリッシュ・プリンス」と呼ばれるようになり以降、活動の場をスタジオからラスベガスなどでのステージに移しエンターテイナーとして活躍。
1983-1989年の間にはカントリー・チャートに5曲がチャート・インし1993年の秋にはミズーリ州ブランソンに自身の劇場"Blue Velvet Theater"をオープン2002年に売却するまで、ここをメインに全米のツアーに専念した。2015年7月の公演を最後にツアーから撤退している。

## ヒット作品
- ミスター・ロンリー（Mr. Lonely）（1962）　BMI Award ゴールド・ディスク

2008年にハーモニー・コリン監督の映画『ミスター・ロンリー』が制作された。全米第1位（1964）
- 涙の紅バラ（Roses are Red）全米第1位（1962）ゴールド・ディスク
- ブルー・ヴェルヴェット（Blue Velvet）全米第1位（1963）ゴールド・ディスク

1986年にデヴィッド・リンチ監督の映画『ブルーベルベット』が制作された。1990年には英国のテレビCMに起用され大ヒットを記録した。
- ブルー・オン・ブルー（Blue on Blue）全米第3位（1963）
- ミスター・ブルー（Mr. Blue）（1963）　日本独自のヒット
- ブルー・ファイア（There I've said it again）全米第1位（1964）ゴールド・ディスク
- 涙のくちづけ（Sealed with a kiss）全米19位（1972）
- こんなに愛しているのに（I love how you love me）全米第9位（1968）ゴールド・ディスク

- パロマ・ブランカ（Paloma Blanca）（1976）日本独自のヒット
- 涙のサテンピロー（Satin pillows）全米23位（1966）
- 愛のメロディー（"My melody of love")全米第3位（1974）BMI Award　ゴールド・ディスク
- ロンリー（"L-O-N-E-L-Y")全米第22位（1965）　BMI Award
- カミング・ホーム・ソルジャー（"Comin' home soldier")全米第11位（1966） BMI Award
- ジョンに捧げる歌（Nice to know you, John）（1981） 日本独自のヒット

映画『アメリカン・バイオレンス』主題歌。
など

## その他の全米トップ40ヒット
- "I love you the way you are"(1962)全米39位
- 「涙の太陽」"Rain rain go away"(1962)全米12位
- 「僕はトラブル・メイカー」"Trouble is my middle name"(1962)全米33位
- 「キッスでがっちり」"Let's kiss and make up"(1962)全米38位
- 「オーバー・ザ・マウンテン」"Over the mountain"(1963)全米21位
- 「ブルー・ハート」"My heart belongs to only you"(1964)全米9位
- 「テル・ミー・ホワイ」"Tell me why"(1964)全米13位
- 「君待つ心」"Clinging vine"(1964)全米17位
- 「ロング・ロンリー・ナイト」"Long lobely nights"(1965)全米17位
- 「ホワット・カラー」"What color"(1965)全米38位
- 「恋する二人」"Dum-de-da"(1966)全米40位
- 「いつまでも愛して」"Please love me forever"(1967)全米6位
- "Just as much as ever"(1968)全米24位
- 「サヨナラ・ベイビー」"Take good care of my baby"(1968)全米33位
- 「虹のパラダイス」"Halfway to paradise"(1968)全米23位
- 「逢った途端にひとめぼれ」"To know you is to love you"(1969)全米34位
- 「砂遊びした頃」"Days of sand & shovels"(1969)全米34位
- 「愛はいつまでも」"Ev'ry day of my life"(1972)全米24位
- 「ビヤ樽ポルカ」"Beer barrel polka"(1975)全米33位

## 主要アルバム
- Roses are red(1962)ゴールド・ディスク
- Greatest hits of the golden groups(1963)
- Blue velvet(1963)
- ThereǃI've said it again(1963)
- A very merry christmas(1964)
- Mr.lonely(1964)
- Country boy(1966)
- Live at the Copa(1966)
- Sings the newest hits(1967)
- Please love me forever(1967)
- Take good care of my baby(1968)
- I love how you love me(1968)
- My elusive dreams(1970)
- Ev'ry day of my life(1972)
- Sealed with a kiss(1972)
- Melodies of love(1974)ゴールド・ディスク
- Heart of hearts(1975)
- Bobby Vinton show(1975)
- Serenades of love(1976)
- Party music(1976)
- Name is love(1977)
- 100 memories(1979)
- Santa must be Polish and other chrsitmas sounds of today(1987)

- Bobby Vinton's greatest hits(1964)ゴールド・ディスク
- More of Bobby's greatest hits(1966)
- Greatest hits of love(1969)
- All time greatest hits(1972)
- 16 most requested songs(1991)
- Best of Bobby Vinton(2004)
- Because of you(2006)

## 出演
テレビ
- 「ボビー・ヴィントン・ショウ」”Bobby Vinton Show"（1975-1978）
- The Ed Sullivan Show「エド・サリバン・ショウ」（1965-1971)10回出演 (CBS)[9]。
- American bandstand(1961-1974)10回出演  (ABC)　Host: Dick Clark(ディック・クラーク）[10]。
- Patty Duke Show「パティ・デユーク・ショー」(Feb. 2, 1965) (ABC)Guest出演 [11]。
- Gossip Columnist(1979)MTV movie　主演　共演：Kim Cattrall, Robert Vaughn, Bobby Sherman etc, 100 min [12]。
- Rock'n rollers"(1978)Host, Guest Fabian(CBS)

。

### 映画
- Surf Party (サーフ・パーティ）1964年（日本未公開）主演[14]。
- 100万ドルの血斗（Big Jake、1971年）
- 大列車強盗（The Train Robbers、1973年）
- ハーロー（1965）主題歌"Theme from Harlow(Lonely girl)"
- イカサマ貴婦人とうぬぼれ詐欺師（The Duchess and the Dirtwater Fox、1976年）主題歌"Lemondrops, llolipops and sunbeams"日本未公開

## 日本公演
- 1987年7月
11日 川崎産業文化会館、12日 大阪厚生年金会館
13日 ゆうぽうと簡易保険ホール、14日 東京厚生年金会館
17日 サンシティ　越谷市民ホール、18日愛知厚生年金会館